# 稲荷温泉
稲荷温泉（いなりおんせん）は、岐阜県瑞浪市稲津町小里にある温泉。

## 泉質
- 放射能冷鉱泉
  - 泉温　20.5°C

## 温泉地
瑞浪市街地を望む丘陵地帯に元旅館「不老荘」が1軒存在する。現在は日帰り入浴のみ可能。
内装は昭和レトロが溢れる造りとなっている。周辺には名称の由来となった荷機稲荷神社が存在する。

## 由来
元亀3年（1572年）から天正3年（1575年）にかけて美濃国恵那郡にあった岩村城を織田氏が武田氏から奪還するため城を攻めた際に兵士の休息のためにこの温泉を利用したとされる。

## アクセス
- JR中央本線瑞浪駅より車で10分。

- 中央自動車道瑞浪ICより車で12分。